# Tetradium daniellii
Tetradium daniellii es una especie de planta de la familia Rutaceae.

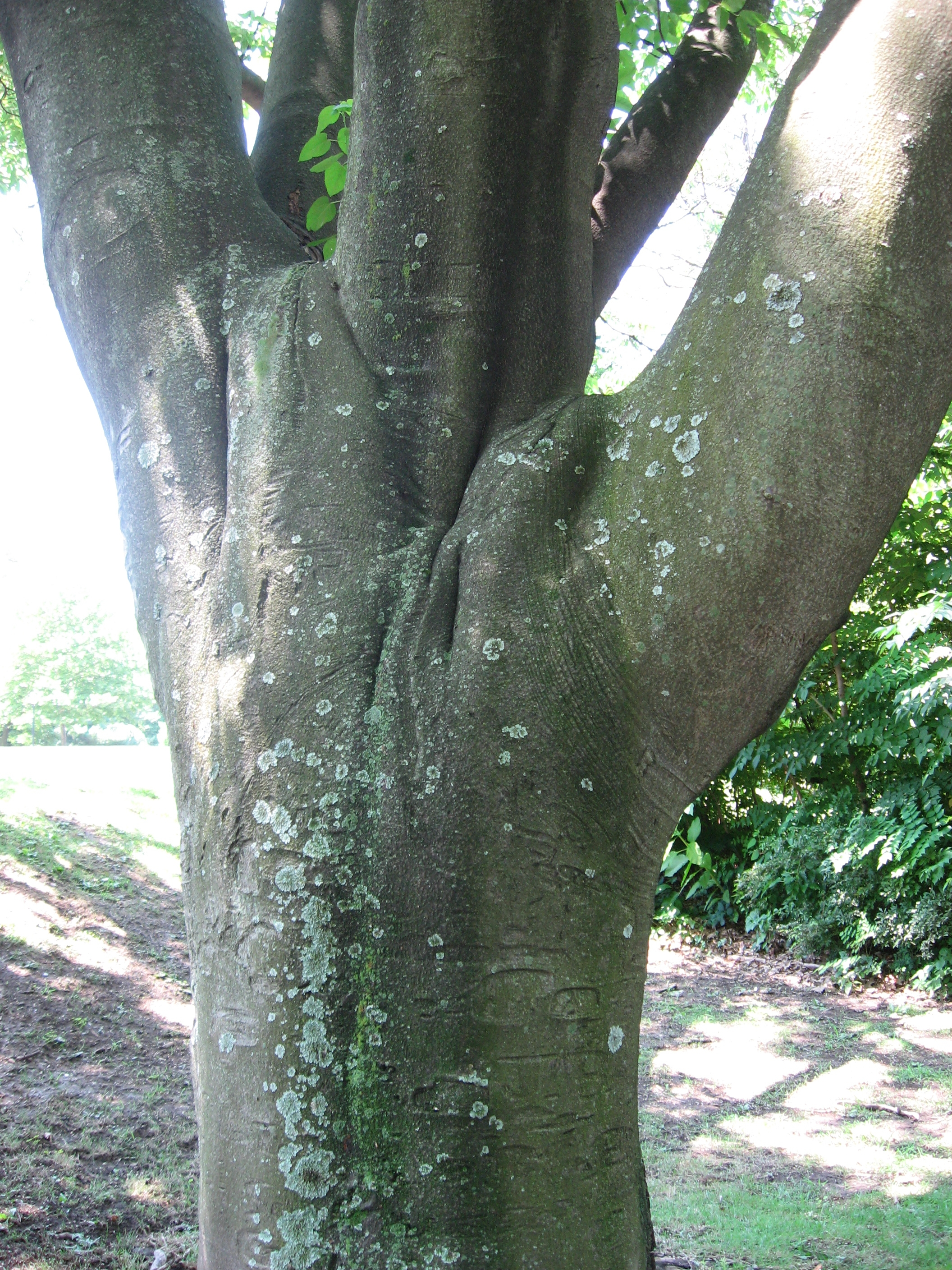
Corteza de T. daniellii

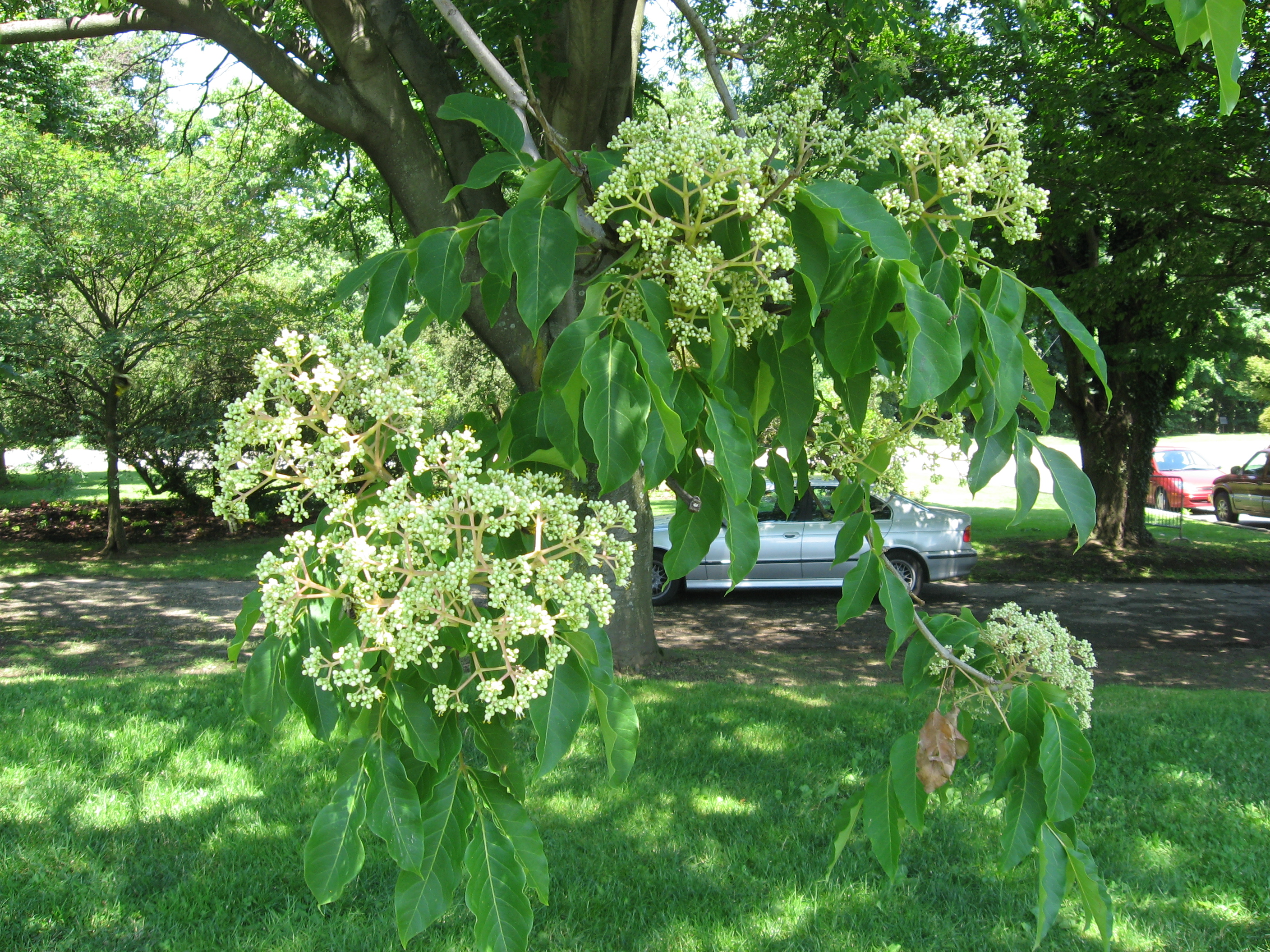
Flores

## Descripción
Son arbustos o árboles, que alcanzan un tamaño de 20 m de altura. Hojas de 15-44 cm, 5-9 (o 11); folioladas, los foliolos ampliamente ovados a lanceolados o elípticos o rara vez oblongo-elípticas, 5-18.5 × 2.5-10.5 cm, venas secundarias 7 -14 a cada lado del nervio central. Las inflorescencias de 3.5-19 cm (4 o) 5 flores. Los pétalos de color blanco o blanquecino pero el secado de color blanquecino o marrón pálido. Frutas (incluidos los carpelos abortivos, si los hay) por lo general 5 carpelados; folículos estrechamente piriforme, 5-11 mm, poco a ± densamente pubescente difusión, ápice picudo; endocarpo glabro. Semillas 2 por folículo, superpuestas, negro, ovoides a elipsoide, brillante. Fl. Junio-agosto, fr. Agosto-Nov. Tiene un número de cromosomas de 2 n = 76, 78.

## Distribución y hábitat
Se encuentra en los bosques, márgenes de bosques, laderas abiertas; desde el nivel del mar hasta los 3200 metros, en Anhui, Gansu, Guizhou, Hebei, Henan, Hubei, Jiangsu, Liaoning, Ningxia, Qinghai, Shaanxi, Shandong, Shanxi, Sichuan, Xizang y Yunnan de China y en Corea.

## Taxonomía
Tetradium daniellii fue descrita por (Benn.) T.G.Hartley y publicado en The Gardens' Bulletin Singapore 34(1): 105–108. 1981.
Sinonimia
- Ampacus daniellii (Benn.) Kuntze
- Euodia baberi Rehder & E.H. Wilson
- Euodia daniellii (Benn.) Hemsl.
- Euodia daniellii var. delavayi (Dode) C.C. Huang
- Euodia daniellii var. henryi (Dode) C.C. Huang
- Euodia daniellii var. hupehensis (Dode) C.C. Huang
- Euodia daniellii var. labordei (Dode) C.C. Huang
- Euodia daniellii var. villicarpa (Rehder & E.H. Wilson) C.C. Huang
- Euodia delavayi Dode
- Euodia henryi Dode
- Euodia henryi var. villicarpa Rehder & E.H. Wilson
- Euodia hupehensis Dode
- Euodia labordei Dode
- Euodia sutchuenensis Dode
- Euodia velutina Rehder & E.H. Wilson
- Euodia vestita W.W. Sm.
- Evodia daniellii (Benn.) F.B.Forbes & Hemsl.
- Evodia daniellii var. laxiflora S.C.Li & X.M.Liu
- Evodia delavayi Dode
- Evodia henryi Dode
- Evodia hupehensis Dode
- Evodia sutchuenensis Dode
- Evodia velutina Rehder & E.H.Wilson
- Evodia vestita W.W.Sm.
- Zanthoxylum bretschneideri Maxim.
- Zanthoxylum daniellii Benn. basónimo[3]